# Sváb nyelvjárás
A sváb nyelvjárás (egyesszámban: sváb nyelvjárás vagy sváb tájszólás, röviden sváb) egy dialektuscsoportot alkotnak, amely Baden-Württemberg középső és délkeleti részén, Bajorország délnyugati területén, valamint Tirol legészaknyugatibb szegletében használatos. Ez a nyelvjárás gazdag történelmi háttérrel rendelkezik, mely évszázadokon át formálta a régiók kulturális és társadalmi identitását. A sváb nyelvjárás nemcsak kommunikációs eszköz, hanem a sváb közösségek összetartásának is fontos eleme, tükrözve a helyi szokásokat, hagyományokat és értékeket. Nyelvészeti szempontból a sváb az alemann-sváb nyelvjárásokhoz tartozik, így az ófelnémet nyelv részének tekinthető. Az ófelnémet nyelv fejlődése során kialakult sváb dialektus egyedi jellemzőkkel bír, amelyek megkülönböztetik más német dialektusoktól. Az újfelnémet kettőshangzó-változás teljes átvétele miatt a sváb nyelvjárás a többi alemann dialekttől elkülönült. Ez a változás jelentős hatással volt a sváb nyelv hangzására és szerkezetére, így egy olyan sajátos beszédformát eredményezve, amely könnyen felismerhető a sváb közösségekben.
Például a „Mein neues Haus” (azaz „Az új házam”) sváb változatban „Mae nuis Hous” (régiótól függően), nem pedig a többi alemann nyelvjárásra jellemző „Miis nüü Huus” formában jelenik meg. Ez a példa jól szemlélteti, hogyan alakult ki a sváb dialektus sajátos kiejtése és szókincse, amely tükrözi a helyi nyelvhasználat egyediségét. A sváb nyelvjárásban gyakran előfordulnak olyan szófordulatok és kifejezések, amelyek más német dialektusokban nem találhatók meg, így gazdagítva a német nyelv változatosságát.
Területileg a sváb a felsőnémet nyelvjárási térségen belül viszonylag elszigetelt, ugyanakkor belsőleg meglehetősen heterogén (ellentétben a szomszédos keleti bajor közép-némettel, amely egységesebb). Ez az elszigeteltség lehetővé tette, hogy a sváb dialektus megőrizze sajátos jellemzőit, miközben a belső heterogenitás különböző helyi variációk kialakulásához vezetett. A különböző régiókban beszélt sváb nyelvjárások eltérhetnek egymástól a kiejtés, a szókincs és a nyelvtani szerkezetek terén, ami tovább növeli a sváb dialektus gazdagságát és sokszínűségét. A sváb nyelvjárás nem csupán a nyelvi sajátosságokat foglalja magában, hanem a sváb kultúra szerves részét is képezi. A sváb irodalom, zene és népművészet gyakran tükrözi a nyelvjárás jellegzetességeit, így a sváb dialektus élővé és dinamikussá teszi a kulturális kifejezésmódokat. A sváb népi dalok és mondák gyakran használnak olyan nyelvi elemeket, amelyek a sváb nyelvjárásra jellemzőek, ezáltal tovább erősítve a közösségi identitást és a kulturális örökség átadását a generációk között.
Az oktatásban és a médiában a sváb nyelvjárás használata változó mértékben jelenik meg. Egyes iskolákban a helyi dialektus oktatása része lehet a nyelvi nevelésnek, míg a helyi rádió- és televízióállomások programjai gyakran tartalmaznak sváb nyelvű műsorokat, amelyek népszerűsítik és megőrzik a dialektus élő használatát. Emellett a modern technológia és a közösségi média platformok lehetőséget biztosítanak a sváb nyelvjárásban való kommunikációra és a sváb közösségek közötti kapcsolattartásra, ami hozzájárul a dialektus fennmaradásához és fejlődéséhez.
A sváb nyelvjárás jelenlegi státusza dinamikus és folyamatosan változik. A globalizáció és a német standardnyelv terjedése hatással van a helyi dialektusra, amely egyes területeken ritkulhat vagy elhalványulhat. Ugyanakkor sok sváb közösség tudatos erőfeszítéseket tesz a dialektus megőrzésére és népszerűsítésére, például helyi kulturális rendezvények, nyelvi workshopok és oktatási programok révén. Ezek az intézkedések segítenek abban, hogy a sváb nyelvjárás tovább éljen és új generációk számára is elérhető maradjon.

## Leírás

Baden-Württemberg tartomány reklámkampányának matricája

A sváb nyelv a kiejtése, valamint részben eltérő nyelvtana és szókincse miatt nehezen érthető lehet a standard német nyelvet beszélők számára.
2009-ben a Muggeseggele szót (amely sváb idióma és jelentése: a házi légy herezacskója) Stuttgart legnagyobb újsága, a Stuttgarter Nachrichten olvasói szavazásán a „legszebb sváb szónak” választották, jóval megelőzve a többi kifejezést. Az irónikusan használt szó egy rendkívül kis mértékegységet ír le, és megfelelően használható kisgyermekek előtt is (hasonlítsd: Bubenspitzle). A német SWR műsorszolgáltató gyerekeknek szóló weboldala, a Kindernetz, a Muggeseggele jelentését a sváb szótárában magyarázta el, a sváb alapú televíziós sorozat, az Ein Fall für B.A.R.Z. részeként.

## Történet
A sváb nyelvjárás az alemann nyelvjárási csoport egyik ága, amely a kora középkorban alakult ki. Az alemannok eredetileg a mai Délnyugat-Németország, Svájc és Franciaország egyes területein éltek, és a népvándorlás során foglalták el a mai Baden-Württemberg és Bajorország egy részét. A sváb dialektus a középkor folyamán elkülönült a többi alemann nyelvjárástól, és saját nyelvi jellemzőket alakított ki, amelyek megkülönböztetik például a svájci német vagy a badeni nyelvjárásoktól.
A reformáció és a 30 éves háború időszakában a sváb nyelvjárás jelentős hatásokat kapott a vallási és kulturális különbségek mentén. A protestáns és katolikus területeken eltérő szókincs és kiejtési sajátosságok fejlődtek ki, amelyek ma is fellelhetők a sváb nyelvjárási régiókban.

### Modern időszak és nyelvjárási változások
A 19. és 20. században az iparosodás és az urbanizáció hatására a sváb dialektus keveredett a standard némettel. Ez különösen Stuttgart és a nagyobb városok környékén figyelhető meg, ahol kialakult a Honoratiorenschwäbisch, azaz egy fél-dialektusos forma, amely az irodalmi némettel keveredve tükrözi a helyi polgárság és hivatalnokréteg nyelvhasználatát.
A sváb dialektust a 20. század második felében a társadalmi mobilitás és a médián keresztül terjedő standard német jelentősen háttérbe szorította. Azonban számos kulturális és nyelvi mozgalom indult a nyelvjárás megőrzéséért. Például Baden-Württembergben reklámkampányokkal és nyelvtanfolyamokkal támogatják a sváb identitás fenntartását.

### Dunai svábok és a migráció hatása
A 18. században a Habsburg Birodalom területére érkező sváb telepesek új közösségeket alakítottak ki Magyarország, Románia és Szerbia területén. Az általuk beszélt Dunai sváb nyelvjárások egyedi keverékét alkották a sváb, bajor és palotai nyelvi elemeknek. Ezek a nyelvjárások mára ritkaságnak számítanak, de fontos részei a sváb történeti örökségnek.

### A sváb nyelvjárás a tömegkultúrában
Napjainkban a sváb dialektus a regionális identitás fontos része maradt, különösen Baden-Württembergben. A médiában, színházakban és humoros produkciókban, például Dominik Kuhn (Dodokay) munkáiban gyakran használják, hogy megőrizzék és népszerűsítsék ezt az egyedi nyelvjárást.

## Nyelvjárás eredete és etimológiája

### Eredet
A sváb nyelvjárás az alemann nyelvjárási csoport része, amely a germán nyelvek nyugati ágába tartozik. Az alemannok népe a kora középkorban alakította ki ezt a nyelvi formát, amikor a mai Délnyugat-Németország, Svájc és Franciaország területein telepedtek le. Az alemannok nyelvét eredetileg az ófelnémet részének tekintették, de idővel különálló dialektusokká fejlődött.
A sváb dialektus kialakulása szorosan kapcsolódik a Svábföld nevű történelmi régióhoz, amely Baden-Württemberg és Bajorország déli részein, valamint az Allgäu és a Bodeni-tó környékén található. A nyelvjárás fejlődésére jelentős hatással volt a germán törzsek közötti kölcsönhatás és a középkori nyelvi változások, például a második germán mássalhangzóeltolódás.

### Etimológia
A "sváb" (németül: Schwäbisch) elnevezés a sváb népre utal, akik a középkor folyamán a mai Németország délnyugati részén éltek. A név eredete a Suebi vagy Suevi népnévhez köthető, amely a Római Birodalom idején a germán törzsek egyik jelentős csoportját jelölte. A Suebi nép nevét később a régióra és a lakóira is alkalmazták.

### Nyelvi jellemzők
A sváb nyelvjárás számos sajátos fonológiai és morfológiai vonással bír, amelyek megkülönböztetik más alemann nyelvjárásoktól. Például:
- A múlt idejű igék kialakításánál eltérés tapasztalható, például a „sein” (lenni) ige esetében: gwäa (klasszikus sváb) és gsei (alemann hatású változat).
- A magas magánhangzók kettőshangzókká alakulnak, például „Haus” helyett „Hous”.
- Egyedi szókincs, például a híres „Muggeseggele” kifejezés.

### Kulturális és történelmi hatások
A sváb nyelvjárás fejlődését a római és germán kulturális keveredés, valamint a középkorban kialakult különböző politikai és vallási hatások formálták. A dialektus a Svábföld gazdasági és kulturális központjai, például Stuttgart és Augsburg köré szerveződött, ahol a helyi nyelvhasználat gyakran kölcsönhatásba lépett más nyelvjárásokkal.
A sváb nyelvjárás megőrzése ma is fontos része a régió identitásának, különösen Baden-Württembergben, ahol a sváb kultúrát és nyelvet kampányokkal, oktatással és médiával támogatják.

## A sváb nyelvjárás elterjedése
A sváb nyelvjárási területeket hagyományosan három fő csoportra osztják: nyugat-, közép- és kelet-svábra. E három régió határait kisebb eltérésekkel húzzák meg. Általánosságban a nyugat- és közép-sváb Baden-Württembergben, míg a kelet-sváb Bajorország sváb kormányzati régiójában található.
A nyelvjárási kontinuum értelmében mind a sváb nyelvjáráson belül, mind a szomszédos dialektusok felé, különösen dél felé az alemann, északnyugat és észak felé a délfrank nyelvjárásokkal szemben folyamatos átmenetek figyelhetők meg.

### Közép-sváb
A közép-sváb (más néven neckari sváb vagy alsó-sváb) a Stuttgart/Ludwigsburg, Böblingen/Sindelfingen, Tübingen/Reutlingen, Esslingen am Neckar, Kirchheim/Nürtingen, Waiblingen/Backnang és Göppingen környékén beszélt nyelvjárás, beleértve az Északi Fekete-erdő nyugati részeit és a Sváb-Alb déli területeit, ahol még nem érte el a modern német nyelvi hatás. Jellegzetes szava a „gwäa” (volt), valamint az „oe” hang, például „noe” (nem), „Boe” (láb), „Schdoe” (kő).

### Nyugat-sváb vagy délnyugat-sváb
A nyugat-sváb jellegzetessége az „oa” hang, például „Boa” (láb), „noa” (nem), „Schdoa” (kő). Ez a nyelvjárás délnyugaton Calw környékén kezdődik, és dél felé haladva egyre szélesebb területet fed le, beleértve Rottenburg, Freudenstadt, Horb, Sulz, Hechingen, Balingen, Albstadt és Sigmaringen területét. Horbtól délre a „gwäa”-t „gsae” váltja fel. A nyelvi dallamosság itt jellemzővé válik, különösen Balingen és Albstadt környékén. Tovább haladva dél felé (Sigmaringentől) a délnyugat-sváb a Bodeni-alemannal keveredik, ahogy a sváb nyelvjárás fokozatosan kiszorította az őshonos dialektusokat a Ravensburg és Friedrichshafen térségben.

### Kelet-sváb
Kelet-sváb nyelvjárást beszélnek a württembergi Aalen, Heidenheim és Ulm térségében, valamint szinte az egész bajor sváb kormányzati régióban, Nördlingentől (északon) Augsburgon át az Allgäuig (délen). A kelet-sváb jellegzetes kettőshangzója az „oa”, például „Schloaf” (alvás) vagy „Schdroas” (utca), szemben a közép- és nyugat-sváb monoftongus „å” változataival.

### Regionális eltérések
- Álblerisch: Ez a sváb humor irodalmának kitalációja, és nem önálló nyelvjárási terület. A Sváb-Alb nagyobb része a közép-svábhoz tartozik, kisebb része pedig a délnyugat-svábhoz.
- Enztal-sváb: Az Enztal déli részén beszélt nyelvjárás, amely erősen sváb befolyás alatt álló frank területről származik.
- Rieser-sváb: Különleges kifejezésekkel, például „do dranna” (ott).
- Allgäui sváb: Az Allgäu vidékén beszélt nyelvjárás, amely világosan elkülönül a közép-alemann változattól.

### Átmenetek a bajorhoz
A Bajorország keleti régióiban, például Aichach-Friedbergben, erős sváb hatással rendelkező bajor nyelvjárást beszélnek. Az átmeneti dialektusok, például a Lechrainerisch, az ostsváb alapon nyugszanak.

## Honoratioren-swáb
Az úgynevezett "Honoratiorenschwäbisch" (korábban "szalondialektus") egy emelkedett, az írott német nyelvhez közelítő nyelvi forma, amelyet elsősorban a württembergi hivatalnokok és a stuttgarti polgárság alakított ki. Ez az kiegyenlítő nyelv vagy félnyelvjárás (más néven regiolektus), különböző és változó arányban keveri a sváb és a standard nyelvi elemeket. Az eredmény folyékony átmenetet hoz létre a tiszta helyi dialektus, a regionális nyelvjárási formák, a regionális árnyalatú irodalmi német és a tiszta irodalmi német között.
Hermann Fischer germanista véleménye szerint: „A 'Honoratiorenschwäbisch', különösen a protestáns Altwürttemberg területén, azt a súlyos hiányosságot hordozza, hogy a több száz ember közül egy sem ismeri és használja pontosan a tiszta helyi dialektust.” A "Honoratiorenschwäbisch" kifejezést a 19. század vége óta használják.

## Elismerés a médiában

Baden-Württemberg tartomány reklámkampányának matricája

Baden-Württemberg Kereskedelmi Kamarája egy reklámkampányt indított „Wir können alles. Außer Hochdeutsch.
Kivéve a standard német nyelvet”) szlogennel, hogy erősítse a sváb nyelvjárás és az ipari eredmények iránti büszkeséget. Azonban a kampány nem aratott sikert Észak-Németországban, valamint a szomszédos Baden régióban.
Dominik Kuhn (művésznevén Dodokay) Németország-szerte híressé vált sváb nyelvjárású szinkronparódiáival, amelyekben többek között Barack Obamát szinkronizálta német dialektusos szöveggel és átdolgozott tartalommal.
A 2001-es Szörny Rt. (Monsters Inc.) című film német szinkronváltozatában az Abominable Snowman (John Ratzenberger az eredeti angol változatban, Walter von Hauff a német változatban) sváb dialektusban beszél.

## Fordítás
Ez a szócikk részben vagy egészben  a   Schwäbische Dialekte című német Wikipédia-szócikk fordításán alapul.  Az eredeti cikk szerkesztőit annak laptörténete sorolja fel. Ez a jelzés csupán a megfogalmazás eredetét és a szerzői jogokat jelzi, nem szolgál a cikkben szereplő információk forrásmegjelöléseként.